# 童夢公園
童夢公園（どうむこうえん）は茨城県猿島郡五霞町に所在する五霞町が設置、管理・運営する公園である。

## 概要
園内施設は児童遊具や健康遊具、芝生広場などが所在している。公園所在地は西側で権現堂川（行幸湖）に接しており、対岸には権現堂公園が所在している。また、権現堂川（行幸湖）沿いには遊歩道が整備されており、茨城県のヘルスロードに指定されている。童夢公園内をはじめ、周辺には桜の木が多く植生し、近隣には埼玉県幸手市の権現堂堤が所在しているため、春にはこれら周辺の場所と併せ桜名所の一部となる。

## 施設
- 童夢丸（複合児童遊具）
- 芝生広場
- 健康遊具（複数）
- 小山
- ベンチ
- あずまや
- 藤棚
- バラ
- 紫陽花
- 桜
- 欅
- イルカのモニュメント
- 駐車場
- トイレ

## 所在地
- 〒306-0313
- 茨城県猿島郡五霞町大字元栗橋字押出7418[1]

## 交通
- 南栗橋駅より五霞町コミュニティ交通「ごかりん号」乗車、日中ルート/五霞・江川本村行き「童夢公園前」下車[2]。
- 南栗橋駅より南東方へ徒歩にて約20分。（距離約1.6km）[3]
- 幸手駅より北北東方へ徒歩にて約30分。（距離約2km）[4]

## 周辺・関連項目
- 権現堂川（行幸湖）
- 冬木落川
- 上吉羽西公園
- 中川
- 権現堂堤
- 権現堂公園
- 日光街道（国道4号）
- 東武日光線
- 雷電池